# Cuadrilla de Vitoria
Cuadrilla de Vitoria è una comarca della Spagna, situata nella comunità autonoma dei Paesi Baschi ed in particolare nella provincia di Álava.